# George F. FitzGerald
George Francis FitzGerald (Dublin, 3 de agosto de 1851 — Dublin, 22 de fevereiro de 1901) foi um físico irlandês de "filosofia natural e experimental" (ou seja, física) no Trinity College em Dublin, Irlanda, durante o último quartel do século XIX. Ele é conhecido por seu trabalho em teoria eletromagnética e pela contração de Lorentz-FitzGerald, que se tornou parte integrante da teoria da relatividade especial de Einstein. A cratera FitzGerald, do outro lado da Lua, tem seu nome. O Edifício FitzGerald, no Trinity College, em Dublin, é nomeado em sua homenagem.

## Vida e trabalho em física
FitzGerald é filho do reverendo William FitzGerald e de sua esposa Anne Frances Stoney (irmã de George Johnstone Stoney e Bindon Blood Stoney). George entrou para Trinity como um estudante aos 16 anos de idade. Ele se tornou um Fellow da Trinity em 1877 e passou o resto de sua carreira nesta faculdade, tornando-se o Professor de Filosofia Natural e Experimental de Erasmus Smith em 1881.
Juntamente com Oliver Lodge, Oliver Heaviside e Heinrich Hertz, FitzGerald foi uma figura de liderança entre o grupo de "Maxwellians" que revisou, ampliou, esclareceu e confirmou as teorias matemáticas de James Clerk Maxwell sobre o campo eletromagnético durante o final da década de 1870 e 1880.
Em 1883, seguindo as equações de Maxwell, FitzGerald foi o primeiro a sugerir um dispositivo para produzir correntes elétricas rapidamente oscilantes para gerar ondas eletromagnéticas, um fenômeno que foi demonstrado pela primeira vez existir experimentalmente pelo físico alemão Heinrich Hertz em 1888.
Em 1883 foi eleito fellow da Royal Society. Recebeu a Medalha Real de 1899 por suas investigações em física teórica. Em 1900 foi nomeado membro honorário da Royal Society of Edinburgh.
FitzGerald sofria de muitos problemas digestivos durante grande parte de sua curta vida. Ele ficou muito doente com problemas estomacais e morreu em sua casa, em Dublin, pouco depois de uma operação em uma úlcera perfurada em 21 de fevereiro de 1901. Ele está enterrado no cemitério de Mount Jerome.